# Twistin' the Night Away
«Twistin' the Night Away» es una canción escrita y grabada por Sam Cooke. Fue grabado el 18 de diciembre de 1961 y lanzado como sencillo en enero de 1962.En Estados Unidos alcanzó el número 1 de la lista Billboard Hot R&B Singles y el número 9 del Billboard Hot 100. También tuvo éxito en el Reino Unido, alcanzando el puesto número 6 de la UK Singles Chart.
La canción fue grabada con The Wrecking Crew como músicos de sesión, incluyendo a Rene Hall como líder de la banda, Red Callender en el bajo, Earl Palmer en la batería, Tommy Tedesco y Clifton White en las guitarras, Ed Beal en el piano, John Kelson, John Ewing y Jewell Grant en el saxofón y Stuart Williamson en la trompeta.  

## Posicionamiento en listas
| Lista (1962)                                 | Máxima posición |
| -------------------------------------------- | --------------- |
| Estados Unidos (Billboard Billboard Hot 100) | 9               |
| Estados Unidos (Billboard R&B)               | 1               |
| Estados Unidos (Cash Box Top 100)            | 6               |
| Nueva Zelanda (Lever Hit Parade)             | 6               |
| Reino Unido (UK Singles Chart)               | 6               |

## Otras versiones
- En 1973, Rod Stewart lanzó su versión como el tercer sencillo de "Never a Dull Moment", su cuarto álbum.
- En 1987, volvió a grabar la canción para la banda sonora de la película Innerspace.
- En 1985 Divine grabó "Twistin' The Night Away" y la lanzó como el segundo sencillo de su álbum "Maid in England".

- En 1962 la canción fue versionada por el grupo The Marvelettes en el álbum "The Marvelettes Sing Smash Hits of 1962".
- En 1974 The Glitter Band versionó la canción en su álbum debut "Hey!".
- en 2009 la canción fue grabada por Hutti Heita como una pista de Dark psytrance .

## Músicos
- Sam Cooke - voz
- René Hall – guitarra, arreglos, dirección
- Clifton White, Tommy Tedesco - guitarra
- Red Callender - bajo
- Earl Palmer - batería
- Eddie Beal - piano
- Stuart Williamson - trompeta
- John Ewing - trombón
- Jewell Grant - saxofón barítono